# Falládzs as-Sanár
Falládzs as-Sanár (arabul: فلاج خزام الشنار; 1947. október 10. –) szaúd-arábiai nemzetközi labdarúgó-játékvezető. Teljes nevén: Fáladzs Huzám as-Sanár.

## Pályafutása
A SAFF Játékvezető Bizottságának (JB) minősítésével a First Division, majd  1982-től a Pro League játékvezetője. Küldési gyakorlat szerint rendszeres partbírói szolgálatot is végzett. Az aktív nemzeti játékvezetéstől 1990-ben visszavonult.
A Szaúd-arábiai labdarúgó-szövetség JB terjesztette fel nemzetközi játékvezetőnek, a Nemzetközi Labdarúgó-szövetség (FIFA) 1984-től tartotta nyilván bírói keretében. A FIFA JB központi nyelvei közül az angolt beszéli. Több nemzetek közötti válogatott (Labdarúgó-világbajnokság), valamint klubmérkőzést vezetett, vagy működő társának partbíróként segített. A nemzetközi játékvezetéstől 1986-ban búcsúzott.
Az 1985-ös U16-os labdarúgó-világbajnokságon a FIFA JB bíróként foglalkoztatta.
| Időpont          | Helyszín                 | Mérkőzés típusa              | Mérkőzés       | Eredmény | Nézők száma |
| ---------------- | ------------------------ | ---------------------------- | -------------- | -------- | ----------- |
| 1985. július 31. | Kijelölt Stadion, Peking | csoportmérkőzés (A. csoport) | Guinea–Amerika | 1 – 0    | 80 000      |

Az 1986-os labdarúgó-világbajnokságon a FIFA JB bíróként alkalmazta. Selejtező mérkőzéseket az AFC zónában vezetett. A világbajnokságon, ha nem vezetett mérkőzést, akkor működő társának partbíróként segített. A kor elvárása szerint az egyes számú partbíró játékvezetői sérülésnél átvette a mérkőzés irányítását. Egy estben egyes, kettő alkalommal 2. pozícióba kapott küldést. Vezetett mérkőzéseinek száma: 1 + 3 (partbíró).
| Időpont           | Helyszín                                    | Mérkőzés típusa                             | Mérkőzés           | Eredmény | Nézők száma |
| ----------------- | ------------------------------------------- | ------------------------------------------- | ------------------ | -------- | ----------- |
| 1985. április 19. | Központi Stadion, Kuvaitváros               | (1986 vb) előselejtező (A zóna; 2. csoport) | Irak–Jordánia      | 6 – 0    |             |
| 1985. március 29. | Május 22. Stadion, Áden                     | (1986 vb) előselejtező (A zóna; 4. csoport) | Dél-Jemen–Bahrein  | 1 – 4    | 19 082      |
| 1986. június 5.   | Olímpico Universitario Stadion, Mexikóváros | csoportmérkőzés (A. csoport)                | Dél-Korea–Bulgária | 1 – 1    | 45 000      |

A SAFF JB nemzetközi minősítésű bírót küldött a felkészülési mérkőzésére.
| Időpont          | Helyszín                      | Mérkőzés típusa              | Mérkőzés                       | Eredmény | Nézők száma |
| ---------------- | ----------------------------- | ---------------------------- | ------------------------------ | -------- | ----------- |
| 1986. február 1. | Hamad Al-Kabeer Stadion, Doha | felkészülési (601. mérkőzés) | Ázsiai-válogatott–Magyarország |          | 2500        |